# Belgique aux Jeux olympiques d'été de 1948
La Belgique participe aux Jeux olympiques d'été de 1948 à Londres au Royaume-Uni. 152 athlètes belges, 132 hommes et 20 femmes, ont participé à 77 compétitions dans 17 sports. Ils y ont obtenu sept médailles : deux d'or, deux d'argent et trois de bronze.

## Médailles
| Médaille | Discipline | Épreuve                    | Athlète | Performance | Date |
| -------- | ---------- | -------------------------- | --- | ----------- | ---- |
| Or       | Athlétisme | 5000 mètres hommes         | Gaston Reiff |             |      |
| Or       | Cyclisme   | Course par équipes         | Léon Delathouwer, Eugène van Roosbroeck et Lode Wouters                                                               |             |      |
| Argent   | Cyclisme   | Kilomètre                  | Pierre Nihant |             |      |
| Argent   | Boxe       | Poids légers (-62 kg)      | Joseph Vissers |             |      |
| Bronze   | Cyclisme   | Course en ligne            | Lode Wouters |             |      |
| Bronze   | Athlétisme | Marathon                   | Etienne Gailly |             |      |
| Bronze   | Escrime    | Fleuret hommes par équipes | Paul Valcke, André van de Werve de Vorsselaer, Georges de Bourguignon, Raymond Bru, Édouard Yves et Henri Paternóster |             |      |